# Legend Lake
Legend Lake é uma Região censo-designada localizada no estado norte-americano de Wisconsin, no Condado de Menominee.

## Demografia
Segundo o censo norte-americano de 2000, a sua população era de 1533 habitantes.

## Geografia
De acordo com o United States Census Bureau tem uma área de
53,1 km², dos quais 43,6 km² cobertos por terra e 9,5 km² cobertos por água.

## Localidades na vizinhança
O diagrama seguinte representa as localidades num raio de 20 km ao redor de Legend Lake.